# Matapikreek
De Matapikreek, ook wel Matappi Kreek, is een kleine rivier (kreek) in het ressort Kabalebo in het noordwesten van het district Sipaliwini in Suriname. De rivier mondt uit in de Corantijn, de grensrivier met Guyana. De kreek ligt op 40 meter boven zeeniveau.
Aan het begin van de 20e eeuw was het gebied in trek bij goudzoekers. Aan het begin van de 21e eeuw wordt dit tegengehouden, vanwege de voedselproductie in het lager gelegen Nickerie en de ecologische belangen.
In de 21e eeuw is het gebied in trek bij toeristen; zo hebben verschillende fietstochten met All Terrain Bikes (ATB) hun start- of eindpunt in de buurt van de Matapikreek en zijn er fietstochten naar Apoera (61 km) en vanaf Amskreek (51 km).